# Clavija macrophylla
Clavija macrophylla là một loài thực vật có hoa trong họ Anh thảo. Loài này được (Link ex Roem. & Schult.) Miq. mô tả khoa học đầu tiên năm 1856.